# Суб-Дял
Суб-Дял (рум. Sub Deal) — село у повіті Вилча в Румунії. Входить до складу комуни Отешань.
Село розташоване на відстані 179 км на північний захід від Бухареста, 29 км на захід від Римніку-Вилчі, 83 км на північ від Крайови, 141 км на південний захід від Брашова.

## Населення
За даними перепису населення 2002 року у селі проживали 77 осіб, усі — румуни. Усі жителі села рідною мовою назвали румунську.